# Emil Friis
Emil Friis (født 31. maj 1977) er en dansk filmkomponist, sangskriver og producer. Han startede som singer/songwriter i 00'erne og fra midten af 2010'erne har han været en efterspurgt filmkomponist i både Danmark og USA.
Emil Friis' musik til Danmarks Radios undersøgende dokumentarserie I Skattely (2013) var medvirkende til at serien vandt den prestigefyldte Cavlingpris. Senere værker inkluderer den Prix Europa-nominerede true crime serie Hvid Mands Dagbog (2018), den prisvindende amerikanske kortfilm The One You Never Forget (2019) af instruktør Morgan Jon Fox og TV2s anmelderroste dokumentarserie Partiernes Skjulte Overgreb (2020) af instruktør Frederik Brun Madsen.
Emil Friis bor og arbejder i København.

## Udvalgt filmografi
- I Skattely (2013)
- Dong: Bag Lukkede Døre (2014)
- Europa På Grænsen (2015)
- Aldrig Mere Mor (2016)
- Myles (2016)
- Silver Elves (2016)
- Operation X (2017)
- Bonfire (2018)
- Hvid Mands Dagbog (2018)
- Station 2 (2018)
- The One You Never Forget (2019)
- Partiernes Skjulte Overgreb (2020)

## Diskografi
- Mutineer (2007)
- Tennessee Theft (2008)
- The Road To Nashville (2010)
- "Sand In Your Eyes" (2014)
- "The Future" (2014)
- "Europa På Grænsen (Original Documentary Score)" (2016)
- "Bonfire (Original Score)" (2018)
- "Music For Guitars And Organ" (2018)
- "Hvid Mands Dagbog (Original Score)" (2018)
- "Operation X Main Titles" (2020)
- "Mirrors" (2020)
- "Songs From The Deep" (2020)
- "Partiernes Skjulte Overgreb (Music From The Original Series)" (2020)